# 卡門鎮 (卡皮拉區)
卡門鎮（西班牙語：Villa Carmen），是巴拿馬的城鎮，位於該國中東部，由西巴拿馬省的卡皮拉區負責管轄，面積6.4平方公里，海拔高度154米，2010年人口1,352，人口密度每平方公里211人。